# Ciliopatia
Uma ciliopatia é qualquer distúrbio genético que afeta os cílios celulares ou as estruturas de ancoragem dos cílios, os corpos basais, ou a função ciliar. Os cílios primários são importantes para guiar o processo de desenvolvimento, de modo que a função ciliar anormal enquanto um embrião está se desenvolvendo pode levar a um conjunto de malformações que podem ocorrer independentemente do problema genético específico. A semelhança das características clínicas desses distúrbios do desenvolvimento significa que eles formam um grupo reconhecível de síndromes, vagamente atribuídas à função ciliar anormal e, portanto, chamadas de ciliopatias. Independentemente da causa genética real, é o agrupamento de um conjunto de características fisiológicas características que definem se uma síndrome é uma ciliopatia.
Embora as ciliopatias sejam geralmente consideradas como envolvendo proteínas que se localizam em cílios ou centrossomos móveis e/ou imóveis (primários), é possível que as ciliopatias estejam associadas a proteínas inesperadas, como XPNPEP3, que se localiza nas mitocôndrias, mas acredita-se que afete a função ciliar através clivagem proteolítica de proteínas ciliares.
Avanços significativos na compreensão da importância dos cílios foram feitos em meados da década de 1990. No entanto, o papel fisiológico que esta organela desempenha na maioria dos tecidos permanece indefinido. Estudos adicionais de como a disfunção ciliar pode levar a doenças tão graves e patologias do desenvolvimento ainda é um assunto de pesquisa atual.